# Nomia brevipes
Nomia brevipes är en biart som beskrevs av Heinrich Friese 1914. Nomia brevipes ingår i släktet Nomia och familjen vägbin. Inga underarter finns listade i Catalogue of Life.